# Jean-Christophe Baillie
Jean-Christophe Baillie, né le 28 avril 1974, est un scientifique et entrepreneur français. Il est diplômé de l’École Polytechnique de Paris où il a étudié l'Informatique et la Physique théorique. Il obtient un Master puis un Doctorat d'Intelligence Artificielle et Robotique à l'Université Paris 6.
Il a fondé différentes entités, la première est une unité au sein de l'ENSTA ParisTech : le Cognitive Robotics Lab, la seconde fondé en mai 2006 est la société Gostai, développeur d'outils logiciels pour la robotique, et la troisième fondé en janvier 2014 est la société Novaquark, développeur de jeu vidéo, notamment Dual Universe.

## Biographie

### Formation
Jean-Christophe Baillie commence sa formation à l'École polytechnique de Paris de 1994 à 1997, où il étudie l'Informatique et la Physique théorique. Il fait un Master à l'Université Paris 6 de 1997 à 1998, puis un doctorat en Intelligence artificielle et Robotique de 1998 à 2001 à l'Université Paris 6 (renommé en 2007 en Université Pierre-et-Marie-Curie) au Sony Computer Science Lab1,.

### Robotique
Jean-Christophe Baillie fonde le laboratoire de robotique de l'ENSTA ParisTech.
La société Gostai est créée en mai 2006 par Jean-Christophe Baillie, cette entreprise développe des outils logiciels pour la robotique, et elle a précisément développé :
- le langage de programmation urbiscript pour contrôler les robots qui est devenu la technologie de base de Gostai.
- le logiciel Urbi pour permettre une meilleure programmation, et une meilleure compatibilité pour tous les types de robots[6],[7].
- le robot et le logiciel Jazz qui est une machine de télé présence qui se déplace à distance nécessitant une connexion Wi-Fi[8].

Gostai est rachetée par Aldebaran Robotics/SoftBank Group en juillet 2012,,.
Il est directeur Scientifique à Aldebaran Robotics. Il a fondé le laboratoire Al.

### Jeu vidéo
Jean-Christophe Baillie fonde et est directeur du studio Novaquark, société qui développe le jeu vidéo Dual Universe. Jean-Christophe Baillie a d'abord l'idée du jeu en 2011,, puis créé dans un second temps la société Novaquark en janvier 2014, après avoir développé un prototype technique du jeu Dual Universe, pour tester sa faisabilité.

## Récompenses
- Prix Pierre Faurre 2007 de la fondation de l'Ecole Polytechnique[11]
- Le ACES Microsoft ICT Award en 2009[11]
- Le Frost & Sullivan European ICT Emerging Company of the Year en 2011[11]
- Le prix Glavieux de la SEE/IEEE en 2013[11]